# Кумкешу
Кумкешу́ (каз. Құмкешу) — село у складі Амангельдинського району Костанайської області Казахстану. Адміністративний центр Кумкешуського сільського округу.
Населення — 477 осіб (2021; 802 у 2009, 812 у 1999, 1040 у 1989).